# Wolfram Weimer
Wolfram Weimer (ur. 11 listopada 1964 w Gelnhausen) – niemiecki dziennikarz, publicysta i wydawca, założyciel Weimer Media Group, redaktor naczelny szeregu czołowych niemieckich gazet i czasopism, od 2025 pełnomocnik rządu federalnego ds. kultury i mediów.

## Życiorys
Po uzyskaniu matury w Gelnhausen w 1983 roku odbył służbę wojskową w Stadtallendorf (1983–1984). W latach 1984–1989 studiował historię, politologię i germanistykę we Frankfurcie nad Menem oraz w Waszyngtonie. W 1991 roku uzyskał tytuł doktora.
Karierę dziennikarską rozpoczął w redakcji Frankfurter Allgemeine Zeitung, gdzie pracował jako redaktor w centrali (1990–1994), a następnie jako korespondent w Madrycie (1994–1998). Od 1998 do 2002 pełnił funkcję zastępcy redaktora naczelnego, a następnie redaktora naczelnego DIE WELT oraz jednocześnie redaktora naczelnego Berliner Morgenpost. W 2003 roku założył miesięcznik Cicero – Magazin für politische Kultur, którym kierował jako redaktor naczelny do 2010 roku. Następnie został redaktorem naczelnym tygodnika Focus (2011–2012). W latach 2012–2025 był wydawcą i dyrektorem zarządzającym założonego przez siebie wydawnictwa Weimer Media Group, które skupiało liczne tytuły prasowe, portale i inicjatywy medialne o profilu politycznym i gospodarczym.
6 maja 2025 roku został mianowany pełnomocnikiem rządu federalnego do spraw kultury i mediów (Beauftragter der Bundesregierung für Kultur und Medien), obejmując urząd w randze ministra stanu w Urzędzie Kanclerza Federalnego.